# AQUOSファミリンク
AQUOSファミリンクは、シャープが採用する、AV機器同士をHDMIで接続し、一つの操作系（リモコン等）で全ての機器を制御可能とする機能の名称である。
パナソニックのビエラリンクに続いてシャープが2006年8月2日に発表し、同年9月より製品化されたシステムで、CECをベースにシャープが独自の拡張を行ったものである。そのため、完全な機能を利用するにはAQUOSファミリンク対応製品である必要がある。

## 概要
ビエラリンク同様対応機器をHDMIケーブル一本で接続するだけで、映像と音声の出力以外に、対応機器のリモコン一台で他の接続機器の操作が出来る。他の接続機器の操作方法はビエラリンクと似ているが、ビエラリンクとはコンセプトが異なり、GUIを見ながらテレビのリモコンを活用するビエラリンクに対し、AQUOSファミリンクはレコーダーの「ファミリモコン」でのダイレクト操作で他の接続機器の動作ができるようにしている。
先行して採用されたビエラリンクとともに、両社の売り上げアップに貢献しており、2007年度はシャープがDVDレコーダーのシェアで初めて1位になった。
AQUOS LX1シリーズ（2009年11月発売）とAQUOSブルーレイ BD-HDW50/45/43（2009年10月発売）以降発売される機種では、「AQUOSファミリンク」をさらに進化させ、テレビと周辺機器との連携を強化した「AQUOSファミリンクⅡ」に対応。テレビでは、画面を縮小表示し、余った領域にレコーダーなどの周辺機器の操作用パネルを表示するシステムを採用し、テレビのリモコンだけで多彩な連携操作が可能となった。一方、レコーダーでは、「AQUOSファミリンク」対応の液晶テレビ「AQUOS」とHDMI接続すると、再生時にテレビのリモコンのカーソルと決定ボタンを使ってレコーダーの操作ができる「ファミリンクパネル」と呼ばれるレコーダー操作パネルを画面端に表示。レコーダーのリモコンに持ち替えることなく、テレビのリモコンだけで簡単にレコーダーの操作を行える。
BD-HDW15/20/22/25/30/32/35/40、HDS32、HD22、HDV22でも、ファミリンク対応のAQOUSとHDMI接続し、デジタル放送のダウンロードサービスを利用したソフトウエアのアップデートにより同様の機能が使える。
2008年夏以降の同社のBDレコーダー/プレーヤーに搭載されている「AQUOS純モード」もファミリンク機能によって作動するため、ファミリンク対応のAQOUSとHDMI接続した場合のみ使用可能である。

## 対応機器
- AQUOS LV/LX/XF/XJ/XS/TH/RX/GX/GS/GH/EX/ES/E/SE/SC/DX/DS/DE/D/AE/NE/K/Pシリーズ（LC-26GH1/26GH2/20GH1/20EX3/16E1を除く）
- 2006年8月以降に発売された、AQUOSハイビジョンレコーダー
- 2007年10月以降に発売された、AQUOS BDレコーダー
- AQUOS BDプレーヤー BD-HP1/BD-HP21
- AQUOSオーディオ AN-ACR1/AN-ACS1/AN-ACX2
- AQUOSサラウンド AN-ACX1/AN-ACY1
- BDシアターシステム BD-MPC70

## 対応AQUOS品番一覧（2010年6月現在）
★のついている機種は「AQUOSファミリンクⅡ」対応
- LVシリーズ（LV3ライン） : LC-60/52/46/40LV3★
- LXシリーズ（LX3ライン） : LC-60/52/46/40LX3★
- LXシリーズ（LX1ライン） : LC-60/52/46/40LX1★
- XFシリーズ（XF3ライン） : LC-52/46XF3★
- Sシリーズ（SEシリーズ） : LC-52/46/40SE1★
- Sシリーズ（SCシリーズ） : LC-32SC1★
- Xシリーズ（XJライン） : LC-46/42/37XJ1
- Xシリーズ（XSライン） : LC-65/52XS1
- Tシリーズ（THライン） : LV-65/52TH1
- Rシリーズ（RXライン） : LC-65/57/52/46/42RX1W、LC-65/52/46RX5
- Gシリーズ（GXライン） : LC-52/46/42/37GX1W、LC-52/46/42/37GX2W、LC-52/46/42/37GX3W、LC-52/46GX35、LC-52/46/42/37GX4W、LC-52/46GX45
- Gシリーズ（GXライン） : LC-65/52/46/42/37/32GX5
- Gシリーズ（GSライン） : LC-37/32GS10、LC-37/32GS20
- Gシリーズ（GHライン） : LC-37/32GH1、LC-37/32GH2、LC-32/26GH3、LC-32/26GH4、LC-32/26GH5
- Aシリーズ（AEライン） : LC-52/46/40AE6、LC-52/46/40AE7★
- Eシリーズ（EXライン） : LC-52/46/42/37EX5
- Eシリーズ（ESライン） : LC-52/46/42/37ES50
- Eシリーズ（E5ライン） : LC-32/26/20/16E5
- Eシリーズ（E6ライン） : LC-32/26/20E6
- Eシリーズ（E7ライン） : LC-32/26/20E7
- Dシリーズ（DSライン） : LC-32DS1、LC-42/37/32DS3、LC-42/37/32DS5、LC-52/46/42/40/32DS6
- Dシリーズ（DXライン） : LC-52/46/42/37/32/26/20DX1、LC-52/46/40/32/26DX2、LC-52/46/40/32DX3★
- Dシリーズ（DVライン） : LC-26DV7★
- Dシリーズ（DHライン） : LC-32DH6
- Dシリーズ（DEライン） : LC-32DE5、LC-26/20DE7★
- Dシリーズ（Dライン） : LC-32/26/20D10、LC-32/26/20D30、LC-26/20D50
- Pシリーズ（Pライン） : LC-32/26/22P1
- Nシリーズ（NE7ライン） : LC-20NE7★
- Kシリーズ（K3ライン） : LC-22/19K3★

## 対応AQUOSハイビジョンレコーダー、Blu-ray Discレコーダー品番一覧（2011年2月現在）
- DV-AC32/34/52/55/72/75/80（シングルチューナーモデル、「ハイブリッドダブレコ」対応）
- DV-ACW38/52/55/60/72/75/80/82/85/90（Wチューナーモデル）
- DV-ACV32/52（VHS一体型モデル、「ハイブリッドダブレコ」対応）
- BD-AV1/10/70（BD単体モデル）
- BD-HD22、HDS32/42/53/55/63/65（BD搭載モデル、シングルチューナー、「ハイブリッドダブレコ」対応）
- BD-HDW15/20/22/25/30/32/35/40/43/45/50/53/55/63/65/70/700（BD搭載モデル、Wチューナー）
- BD-HDV22（BD搭載・VHS一体型モデル、「ハイブリッドダブレコ」対応）
- BD-HP1（BDプレーヤー、「ハイブリッド録画」対応）
- BD-HP21/90（BDプレーヤー、再生専用機）